# Un soldat maudit
Pour plus de détails, voir Fiche technique et Distribution.
Un soldat maudit (Un maledetto soldato) est un film d'action italien sorti en 1988, réalisé par Ferdinando Baldi (sous le pseudonyme de Ted Kaplan).

## Synopsis
Un commando guidé par un mercenaire, Ernst, vétéran du Vietnam, attaque une raffinerie d'or pour voler un chargement de pépites appartenant à un vieux copain d'Ernst.

## Fiche technique
- Titre français : Un soldat maudit
- Titre original italien : Un maledetto soldato
- Pays :  Italie
- Année de sortie : 1988
- Genre : action
- Réalisation : Ferdinando Baldi (sous le pseudo de Ted Kaplan)
- Scénario : Yane Koster
- Production : Scino Glam pour Amerinda Est
- Montage : Med Salkin
- Photographie : Terence Zuker
- Musique : Elio Polizzi
- Effets speciaux : Fredy Ungher (Goffredo Unger)
- Décors : Sam Lorimar
- Costumes : Henriette Bishop
- Maquillage : Paul Manson
- Date de sortie en salle en France : 15 mai 1991[1]

## Distribution
- Peter Hooten : Bert Ernst
- Mark Gregory : Mark
- Rom Kristoff : Cisco
- Stelio Candelli (sous le pseudo de Steve Eliot)
- Christine Leigh
- David Giberson
- Roger Vivero
- Evie Hoagland
- Ilonah Jean
- Ernie Zarate
- Johan Dolaney
- Mike Monty (non crédité)
- Benito Stefanelli (non crédité) : Andrew Teitelman
- Goffredo Unger (non crédité)